# Szekér Joakim Alajos
Szekér Joákim Alajos (születésekor Szekér György, szerzetesi neveivel, amit szerzőként is használt: Szekér Joakim Aloysius) (Komárom, 1752. július 5. – Kolozsvár, 1810. szeptember 26.) ferences, majd  ciszterci szerzetes,  történetíró, író, hadtudományi író, tábori pap.

## Életpályája
Szekér Pál és Orbáncsics Katalin polgári szülők fia. Tizenhat éves korában ferences szerzetes lett Keszthelyen. 1775. szeptember 24-én pappá szentelték. Nagyszombatban (1776), Pesten (1777), majd Szombathelyen (1778) tanított. Írói munkássága miatt – ellenségei szerint tiszteletlenül írt a római szentszékről – 1794-ben átlépett a ciszterci szerzetesek közé, ahol 1795-ben örök fogadalmat tett. További üldöztetések elől jelentkezett tábori lelkészi szolgálatra. A Splényi gyalogezredhez került beosztásba, és velük járta be Magyarországot, Erdélyt, Ausztriát és Itáliát. Részt vett a marengói csatában, ahol három tábornokot mentett meg, és súlyos sebesülést szerzett. A Radstadti és Lunéville-i béke után 1801-ben hazatért, előbb Kolozsvárra, majd Pestre. 1806-1808 között Pesten munkáinak kiadásával, megírásával foglalkozott.

## Munkássága
Az első magyar hadtudományi író, akinek nevét és műveit külföldön is megismerték, sőt a párizsi katonai akadémián több mint száz éven át idéztek műveiből. Magyar Robinson című művével az első magyar regényírók közé került.
Tagja volt az ún. Komáromi Társaságnak Mindszenty Sámuellel, Illei Jánossal, Döme Károllyal és Csépai Istvánnal (protestáns és katolikus papokkal), akik a jozefinizmus esztendeiben élesztgették a magyar szellemi életet.

## Művei
- Magyarok’ eredete a régi és mostani magyaroknak nevezetesseb tselekedeteivel együtt I–II. (Pozsony–Komárom, 1791) Google Books ["Második, megbővített kiadás", I-II., Pest, 1808]
- Hadi tudomány mellynek némelly fő-tzikkelyjeit kéz-írásba foglalta egy nevét eltitkolni akaró tudós, és nagy méltóságú hazafi (1807)
- A marengói tsata, s az azt megelőző környülállások (1807)
- Magyar Robinson vagy is Újvári és Miskei Magyar Vitézeknek viszontagságai és azoknak e Világ külömb-féle részeiben történt tsodálatos esetei. ... I-II. kötet. (1808–1809)[2]
- Frantzia Országnak Polgári és Hadi Történetei a legrégiebb időktől fogva a Revolutió kezdetéig, és a Revolutió kezdetétől egész az 1810-dik esztendei háborúig.